# خزف

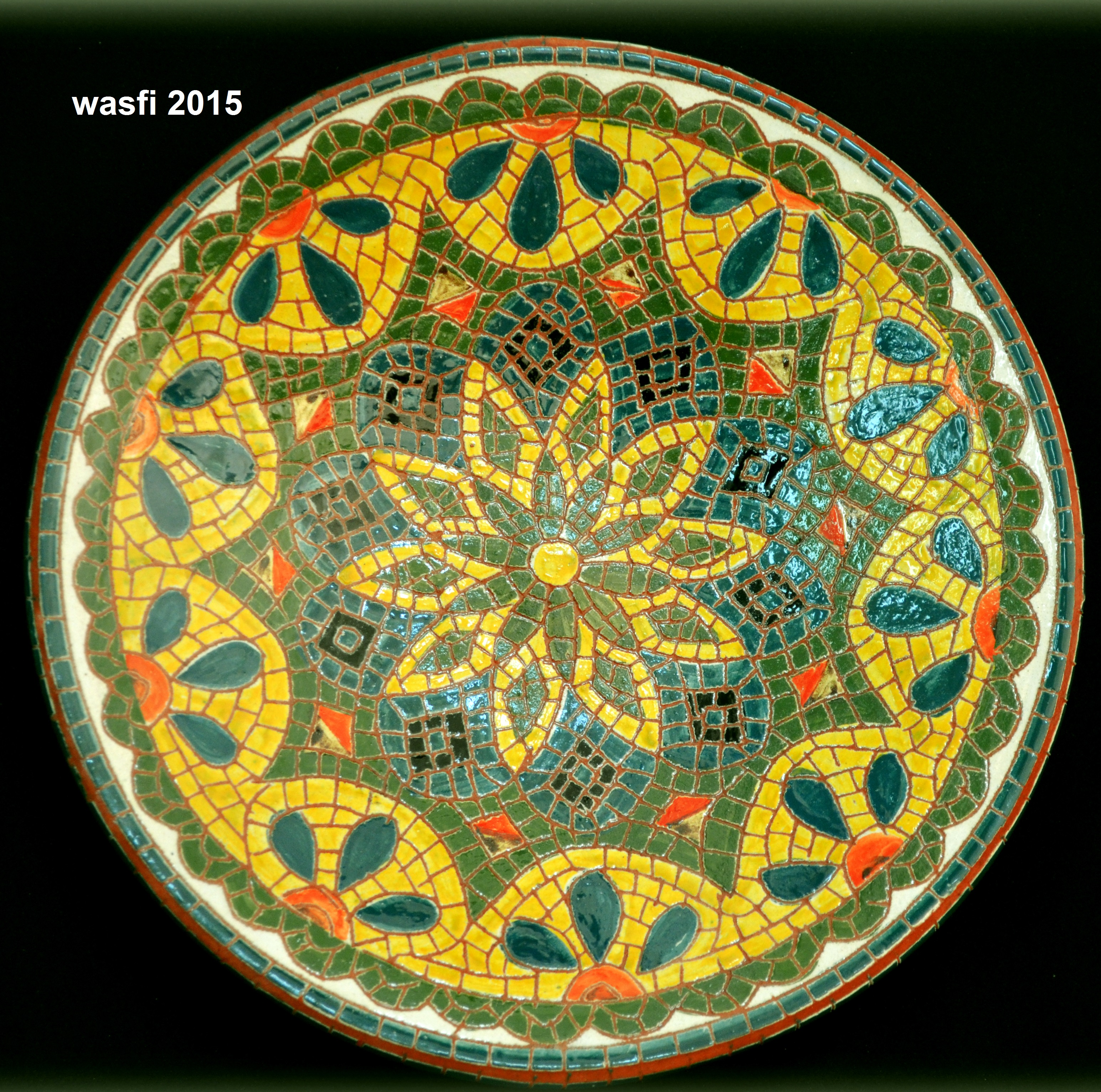
زخرفة على الخزف.

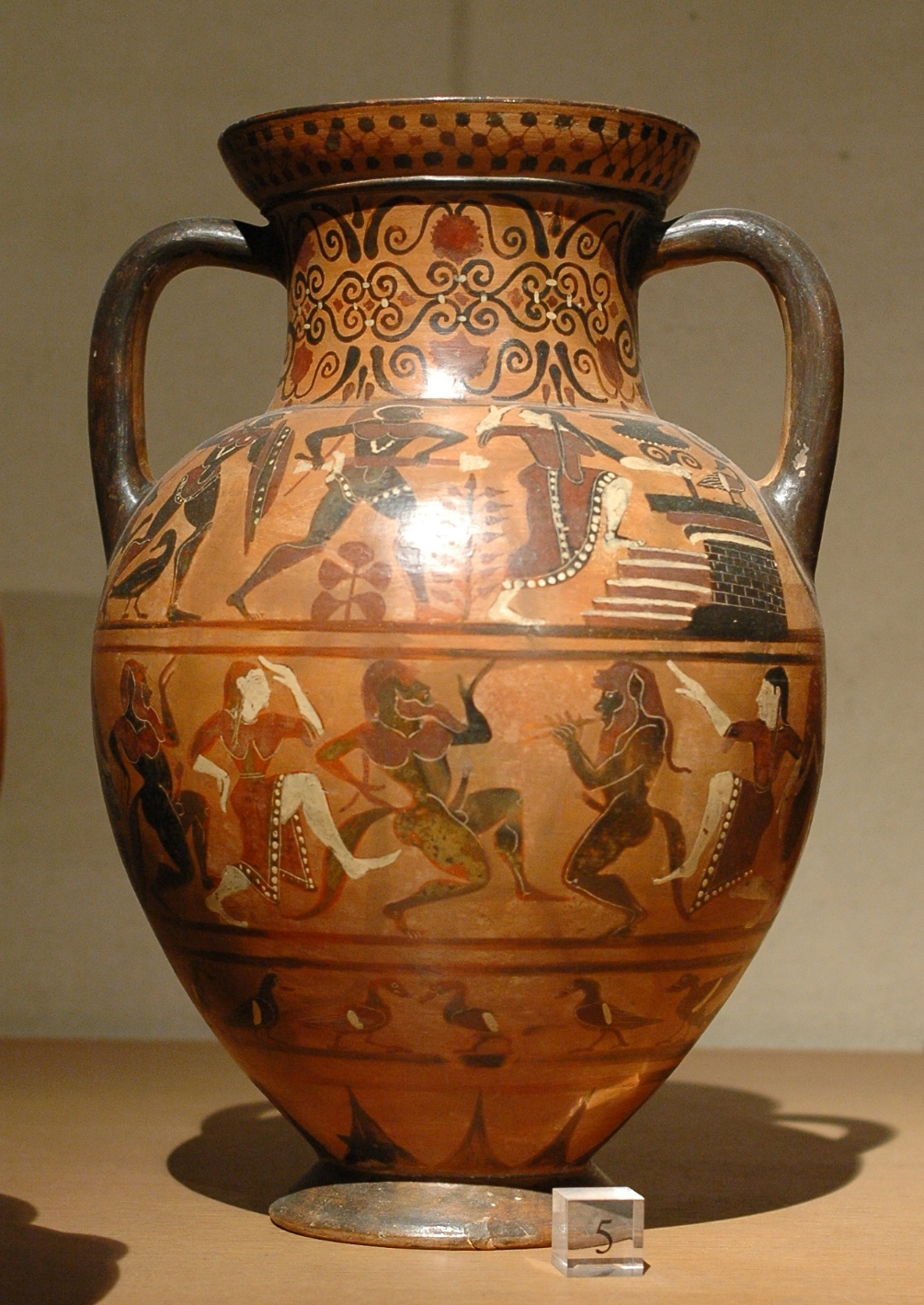

الخزف يشمل المواد اللاعضوية اللامعدنية والمتشكلة بفعل الحرارة. أهم التطبيقات القديمة هي المواد الغضارية وأعمال الجص والفخار والقرميد والآجر المستخدم في البناء، لا ننسى أيضاً المواد الزجاجية والإسمنت. تندرج جميع المواد ذات الأصل أو الطبيعة الغضارية أو الترابية أو الكلسية ضمن المواد الخزفية. يختلف الخزف عن المواد الخزفية الهندسية حيث يعدّ الخزف من المواد الخزفية التقليدية.
الخزف هو زينة مصنوعة من المواد غير العضوية، غير المعدنية، صلبة وهشة (بعد أن يوضع بالنار) ،مرن جدا في وضعه الطبيعي، يُنتج بها العديد من الأشياء مثل الأواني الفخارية والتماثيل الزخرفية. كما أنها تستخدم في الطلاءات المقاومة للحرارة العالية ولذلك لخصائصه الكيميائية والفيزيائية وارتفاع درجة انصهاره. عادة لون الخزف أبيض، يمكن مزجه بمواد مختلفة وملونة. الفخاريات عادة ما تتألف من مواد مختلفة : الطين، والفلسبار، رمل، أكسيد الحديد والألومنيا والكوارتز.
الخزف هو الطين المزجج والمفخور. يرجع تاريخ الخزف إلى أقدم العصور.في الوقت الحاضر أصبح الخزف من أحد الفنون التشكيلية. وأما الاسم الآخر لهذا الخزف (خزف) وهو فن إسلامي قديم وأما بالغة السنسكريتية فاسمه (كيراموس). فن الخزف من أقدم الحرف والفنون في تاريخ البشرية ولم يعرف حتى الآن أين بدأ أو متى ولكنه وليد الحاجة والصدفة معا فمياه الأمطار والأرض الترابية التي تتحول إلى طين بفعل المطر ثم تطبع عليها بصمة الأرجل والخطوات شكلت تقعرات امتلأت بالمياه فعرف منها الإنسان كيف يحفظ سوائله وفي عصر الزراعة احتاج لأشياء يحفظ فيها الحبوب خاصة بعد أن جفت الطينة ثم عرف النار وقام بتسوية الأشكال التي صنعها من الطين لتصبح أكثر صلابة ولا تنهار بفعل المياه والسوائل ثم عرف أن الرمال تنصهر بفعل النار وتتحول إلى زجاج فكانت الطبقة الزجاجية التي تسد المسام في الأواني الفخارية وتزيد الفخار صلابة وأصبح عنده نوعين من المنتج الطيني الفخار المسامي والخزف المطلي بطلاء زجاجي شفاف وأحيانا ملون وتطور من أدوات نفعية إلى فنون وعرف أيضا باسم الخزف بعد تزجيجه بالطلاءات الزجاجية واسم خزف اسم إغريقي مأخوذ من كلمة كيراميكوس أي صانع الفخار وأعظم ما أنتج في فنون الفخار والخزف هو ما أنتجته الحضارة الإسلامية لتعدد البلدان التي ضمتها هذه الحضارة وتنوع الأساليب والتقنيات التي عرفها صانعو الفخار في ظل الإمبراطورية الإسلامية.
تسمى أيضاً بالمواد المتصلدة حرارياً أو المواد الغضارية. يعود الاختلاف في التسمية إلى الترجمة المصطلحة لكلمة ceramics الأجنبية. هذه المواد هي عبارة عن أكاسيد لمعادن، وتعتبر المواد الزجاجية حالة خاصة من المواد الخزفية.

## أنواع المواد الخزفية
يغطي مفهوم المواد الخزفية طيفاً واسعاً من المواد. حديثاً تم الاصطلاح على تقسيمها إلى قسمين أساسيين: المواد الخزفية التقليدية والمواد الخزفية المتقدمة. تبعاً للتصنيف العلمي فإن المواد الخزفية تنقسم إلى:
- المواد الإنشائية: كالقرميد والآجر
- مواد العزل الحراري
- البورسلان: بأنواعه
- المواد التقنية: ولها تسميات عدة منها الخزف الهندسي والخزف الصناعي والخزف المتقدم. تنقسم هذه المواد بدورها إلى :
  - الأكاسيد المعدنية: كالألومينا والزيركونيا
  - الأكاسيد اللامعدنية: :الكربيدات والنترات والسيليكات وأكاسيد البور
  - المواد المؤلفة

## خصائص الخزف

### الخصائص الحرارية
مقاومته لانتقال الحرارة (عزل حراري عالي)، لذا يُستخدم الخزف في مجالات حرارية عديدة وبشكل خاص كعازل حرارة[بحاجة لمصدر].

### الخصائص الميكانيكية
ضعيف تحت تأثير قوة شد، يقاوم تأثير قوة قص إذا تواجدت. تصنف المواد السيراميكية على أنها ذات روابط تشاركية أو تشاردية وعلى أنها ذات بنية بلورية أو هلامية. تعتبر الخصائص الميكانيكية ضعيفة نسبيًا مقارنة بالفلزات مثلًا[بحاجة لمصدر].

### الخصائص الكهربائية
تزداد أهمية الخواص الكهربائية لهذه المواد في التطبيقات التي تعتمد على مقياس ذرات من رتبة الميكرو أو النانو (تقنية نانوية).

### الخصائص الكيميائية
مقاومته للتآكل عالية[بحاجة لمصدر].

## تصنيع الخزف
يمكن تصنيع المواد الخزفية عبر طرق متنوعة، بعض هذه الطرق معروف منذ الحضارات القديمة. يعدّ مفهوم التصليد الحراري من المفاهيم العامة لدى الحديث عن تقنيات الإنتاج. الهدف الطبيعي هو إنتاج، من مادة البدء الأولية، منتَج في الحالة الصلبة بالشكل المرغوب، كالأغشية (الطبقات الرقيقة) أو الألياف أو البنى أحادية البلورة، وبالبنية المجهرية المرغوبة. حسب التصنيف المذكور في المرجع 1 يتم تصنيف تقنيات تصنيع المواد الخزفية إلى:
- التفاعلات في الطور الغازي : وتنقسم بدورها إلى
  - ترسيب الأبخرة بطريقة كيميائية
  - أكسدة المعادن الموجهة
  - التفاعلات الرابطة أو تفاعلات التشكيل
- الطرق التي تعتمد مواد في الحالة السائلة تشكل منها مواد أخرى :
  - عمليات الصل-جل
  - الانحلال الحراري للمواد البوليميرية
- التصنيع بالاعتماد على المساحيق: بالاعتماد على عمليات الصهر داخل قالب للمواد الأولية

### مواد النانو
إن تقنية النانو قد أحدثت ثورة هائلة في مجال الصناعة. إن إمكانية الحصول على مساحيق للمواد مع جزيئات لا يتجاوز قطرها مرتبة الميكرون قد مكن العالم الصناعي من تطوير مواد أو بنى جديدة تجمع بين الخصائص المرغوبة والإنجاز المطلوب منها.

## تطبيقات أخرى للخزف
- أدوات القطع (التشغيل) الميكانيكي المستخدمة في آلات الخراطة والثقب والتفريز
- ألبسة رواد الفضاء
- عزل وتبطين هيكل الطائرات والسيارات

## الخزف وعلاقته بالخزف والبورسلان

### الخزف
هو عبارة عن مادة يدخل في تركيبه الحجر والخزف وبعض المواد الأخرى بنسب محددة ومعينة، تجعله ملائم للاستخدام بديلا عن البلاط الرخامي، لذا يستخدم بكثرة في الحمامات والمطابخ، ويصلح للتركيب في جميع مرافق المنزل.
يتكون الخزف بشكل أساسي من:
مادة الكاولين: مادة لدنة تمثل النسبة الكبرى من الـ خزف التي قد تصل حتى 60% وتعد من المواد اللدنة.
الكوارتز أو الحجر الكلسي: وهي عبارة عن مواد صلبة تعطي القساوة والمتانة وتصل نسبتها حوالي 40%.

### البورسلان
هو عبارة عن نوع من أنواع البلاط تم تحضيره من خلط ثلاث عناصر رئيسية وهي :
الكاولين والكوارتز الحجري والفلدسبار،
حيث يتميز عن الخزف بنسبة المواد وبعض الخصائص الأخرى

## معرض صور

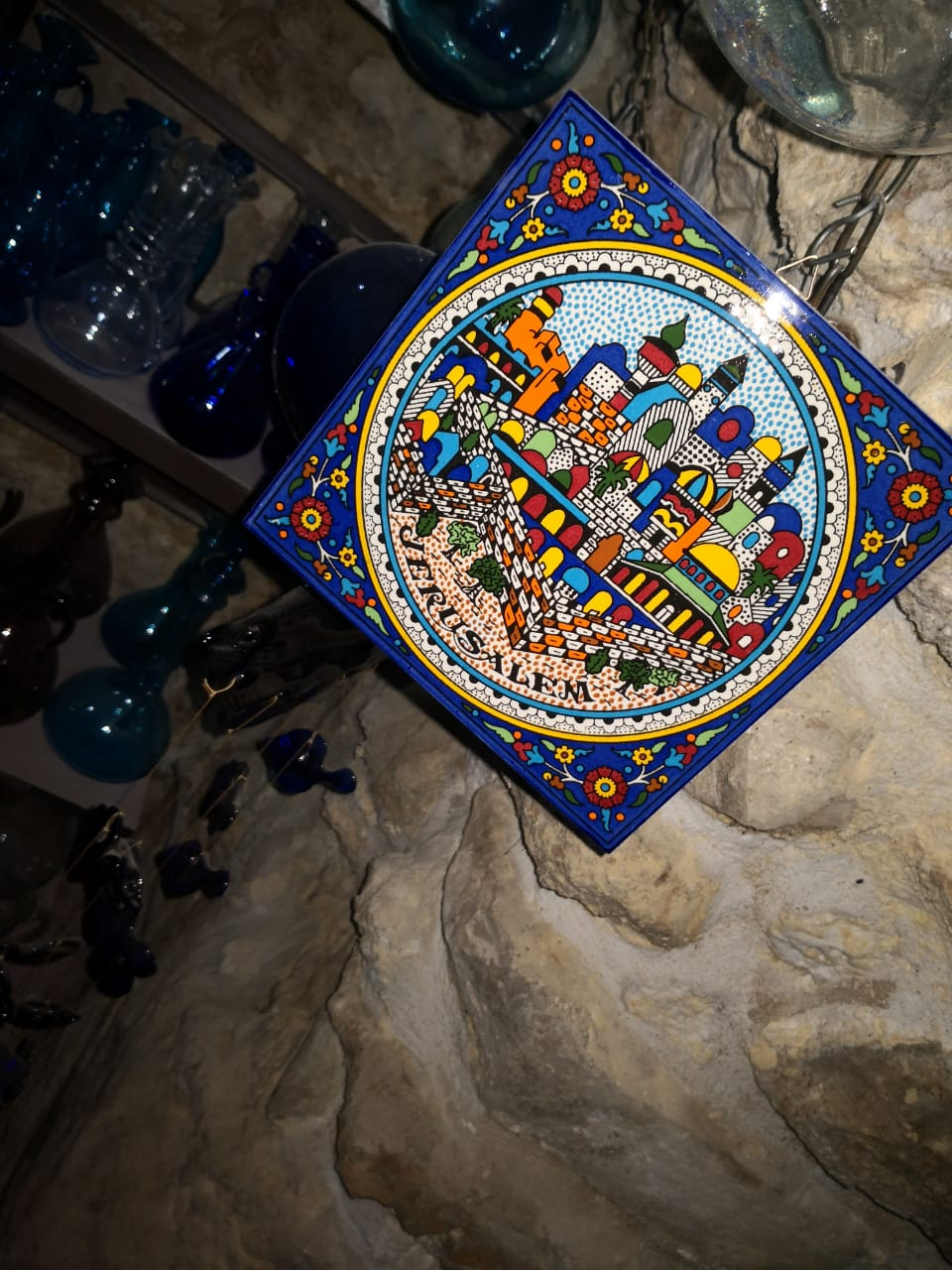
صناعة الخزف في الخليل
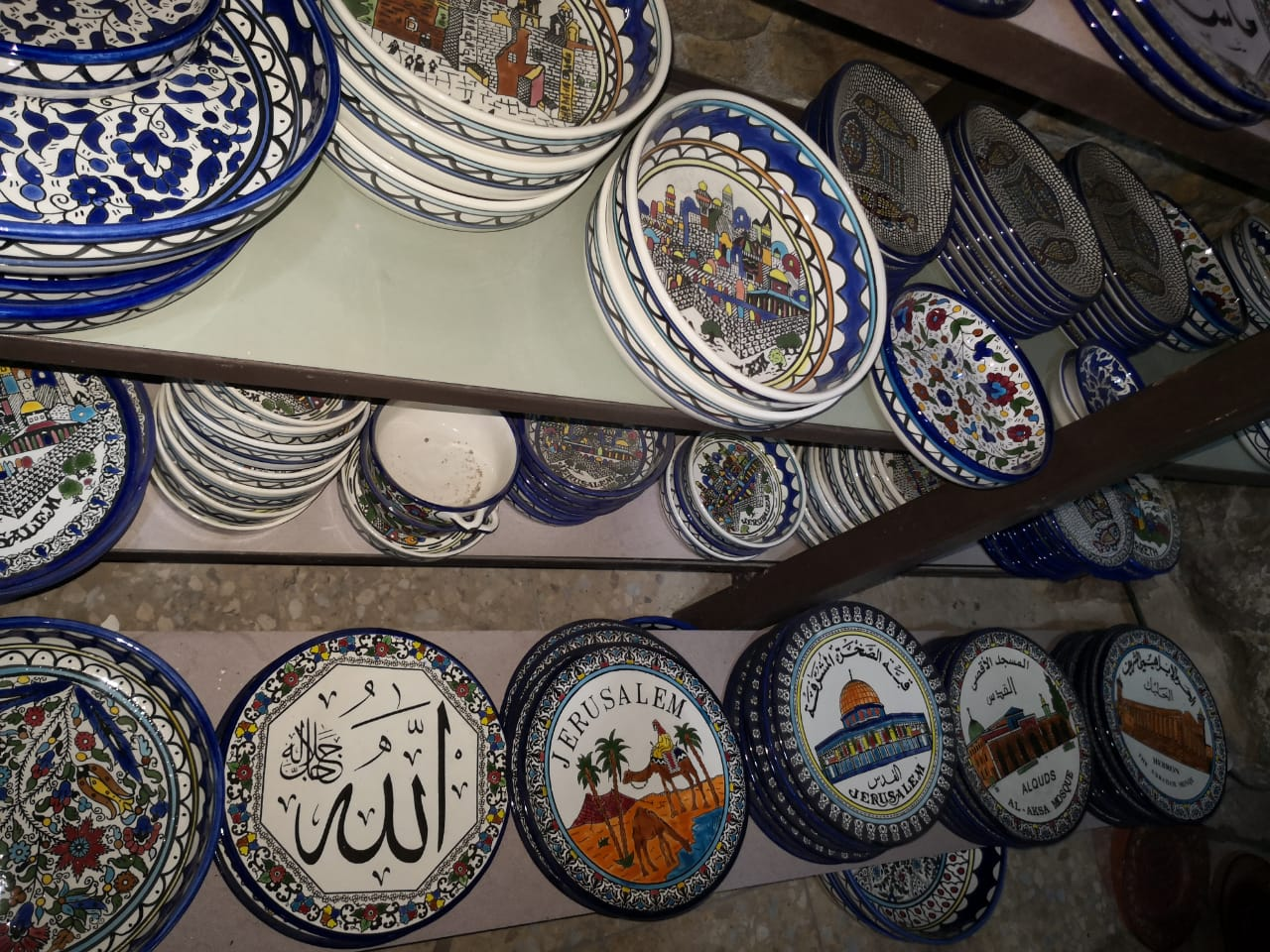
الخزف في الخليل
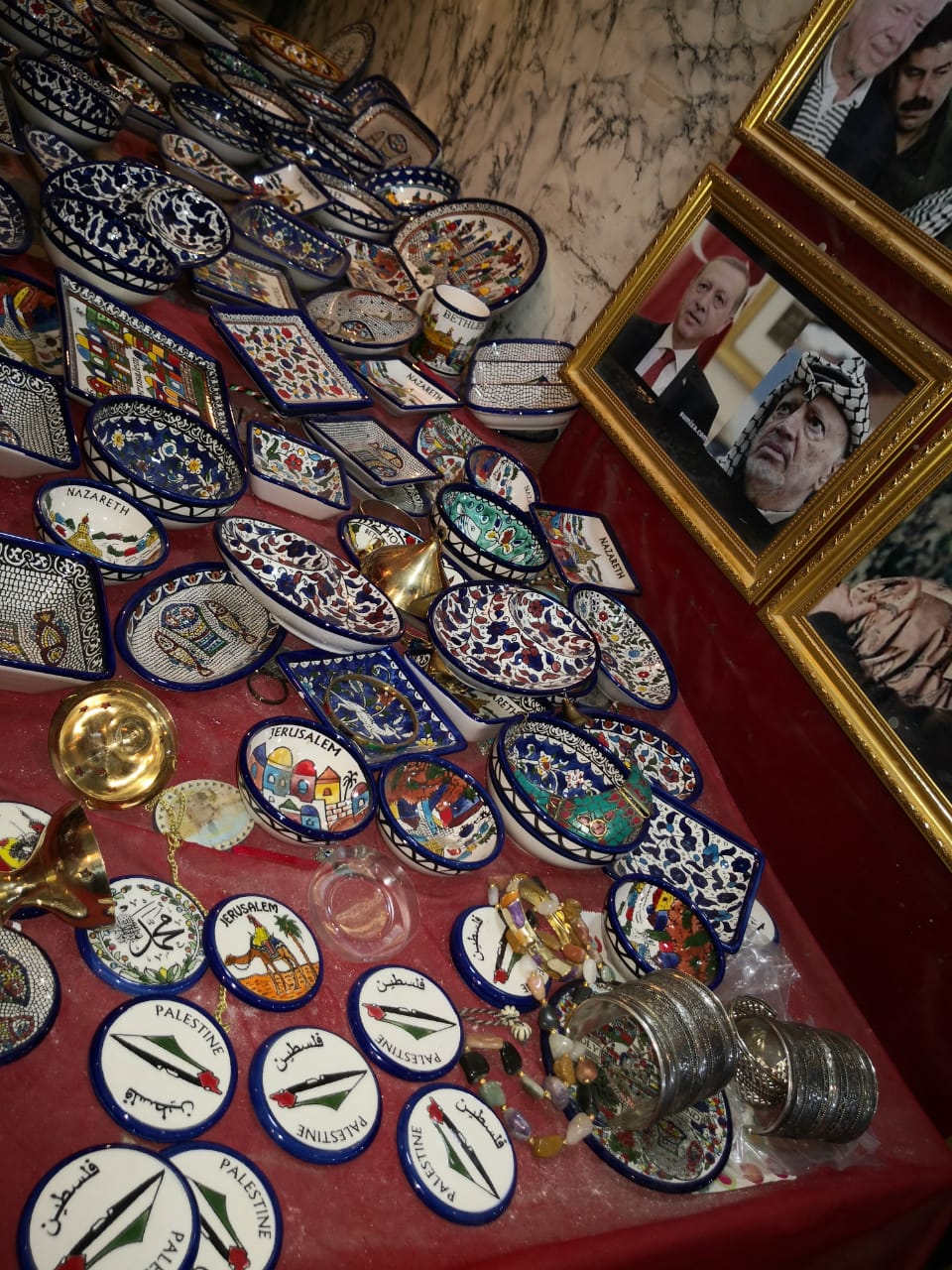
الخزف في الخليل
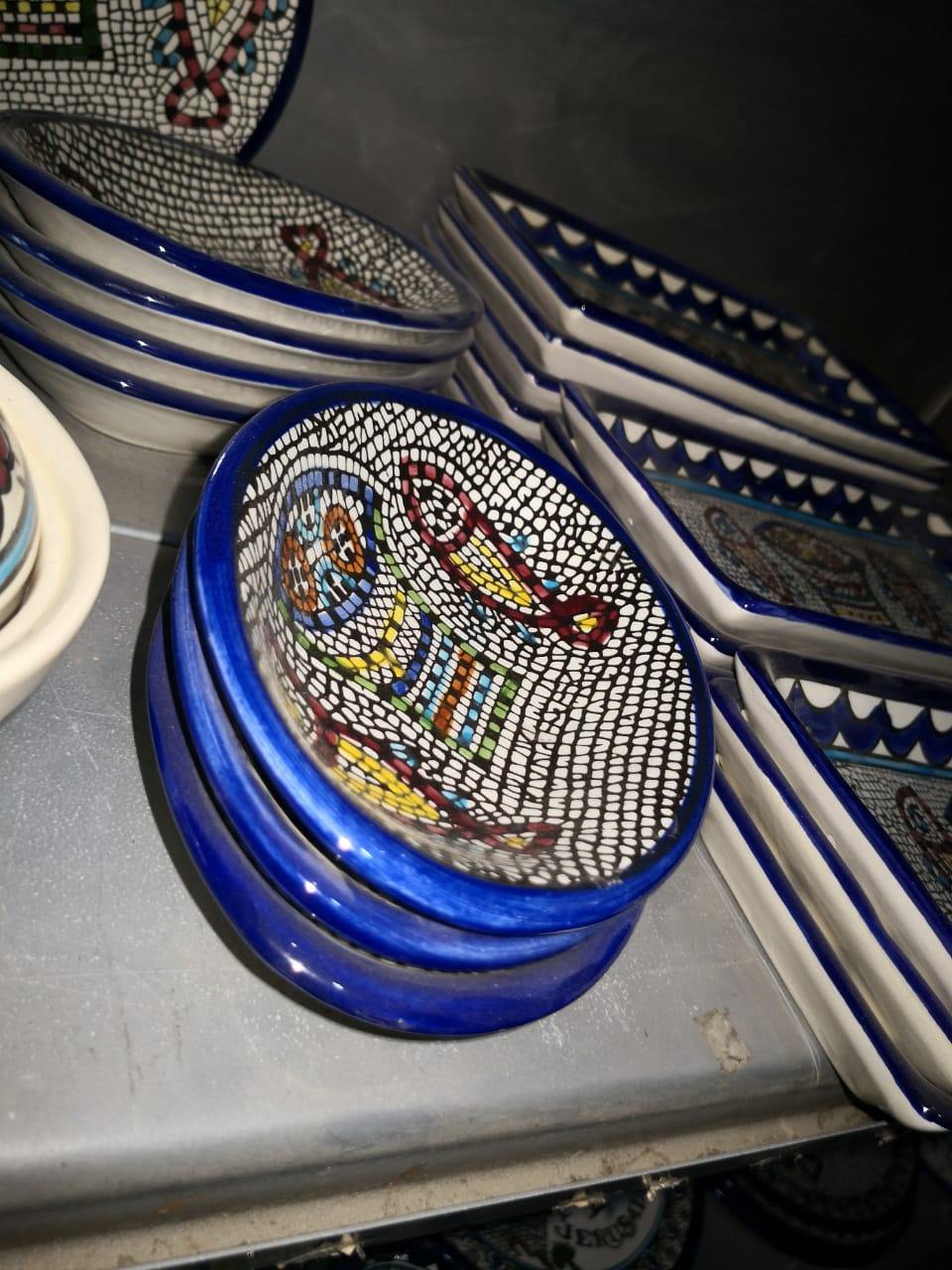
الزخارف الموجود على الخزف